# Jusarve skog
Jusarve skog este o arie protejată (arie specială de conservare — SAC, sit de importanță comunitară — SCI) din Suedia întinsă pe o suprafață de 38,3 ha, integral pe uscat.

## Localizare
Centrul sitului Jusarve skog este situat la coordonatele 57°34′37″N 18°41′57″E / 57.577°N 18.6991°E.

## Înființare
Situl Jusarve skog a fost declarat sit de importanță comunitară în august 2015 pentru a proteja un număr necunoscut de specii din flora spontană și fauna sălbatică aflate în arealul zonei. Situl a fost protejat și ca arie specială de conservare în octombrie 2021.

## Biodiversitate
Situată în ecoregiunea boreală, aria protejată conține 2 habitate naturale: Pajiști cu Molinia pe soluri calcaroase, turboase sau argilos-nămoloase (Molinion caeruleae), Taiga vestică.
La baza desemnării sitului se află un număr nedeclarat de specii protejate.